# Biatec

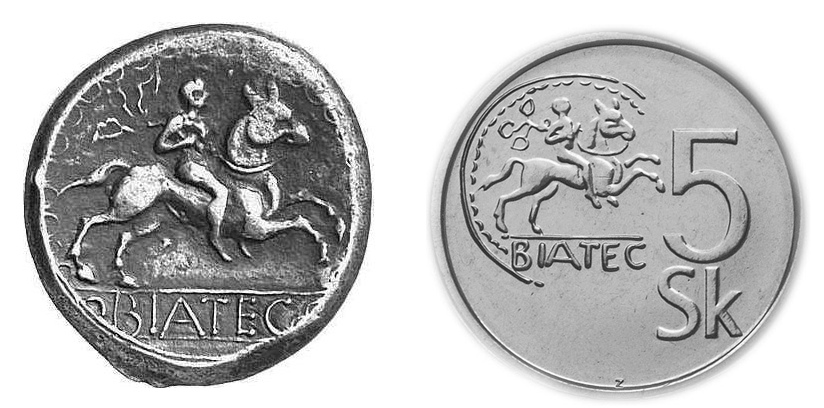
Originální Biatec a jeho replika na moderní slovenské pětikoruně

Biatec (taktéž Biatex) bylo jméno osoby, pravděpodobně vladaře, jehož jméno se vyskytovalo na keltských mincích ražených kmenem Bójů na území dnešní Bratislavy a okolí v letech 60-40 př. n. l. Podle něj byl pojmenován typ mincí, na nichž se vyskytuje. V literatuře se též nazývají „hexadrachmy bratislavského typu“. Jednalo se o velké a vysoce kvalitní napodobeniny řeckých hexadrachem nebo tetradrachem vyrobené nejčastěji ze stříbra. 
Počátek jejich výroby souvisí pravděpodobně s přesídlením Bójů z Čech do dunajské nížiny. Jejich ražba ustala po porážce Bójů Dáky v polovině 1. století př. n. l., ale ještě po určitou dobu se vyskytovaly v oběhu. V souvislosti s touto válkou bylo v průběhu 20. století objeveno celkem 14 pokladů těchto mincí zakopaných v zemi, z nichž 6 se vyskytovalo na území Bratislavy. V jednom z nich, objeveném roku 1942, se našlo celkem 270 mincí.
Na reversu mívaly uveden latinkou psaný nápis. U většiny z nich jde o jména (například NONNOS, DEVIL, BUSU, BUSSUMARUS, TITTO, COISA, COUNOS). Dle jazykového rozboru jsou to vesměs jména keltská, v některých případech také keltsko-illyrská. Ze 14 různých nápisů se BIATEC (někdy také jen BIAT) na nich objevuje nejčastěji. Tyto nápisy představují nejstarší použití písma na územní dnešního Slovenska. Společně s nápisem se na reversu obvykle vyskytoval jezdec na koni nebo různá mytologická či reálná zvířata (gryf, lev, kanec, kentaur). Na aversu se nacházela jedna nebo dvě kryjící se hlavy.
Mince typu Biatec měly průměr 25 milimetrů a hmotnost 16,5-17 gramů. Koncem laténského období se také razily v menší stříbrné (tzv. „simmeringského typu“ podle naleziště Simmering-Wien) nebo ve zlaté mušlovité verzi.